# 1. FC Brno 2005/2006
Článek 1. FC Brno 2005/2006 se podrobně zabývá soupiskou a statistikami týmu 1. FC Brno v sezoně 2005/2006.

## Důležité momenty sezony
- 12. místo v konečné ligové tabulce
- Semifinále národního poháru

## Statistiky hráčů
- zahrnující ligu, evropské poháry a závěrečné boje národního poháru (osmifinále a výše)

| Pozice | Jméno           | Zápasy | Národnost |           |
| B      | Peter Brezovan  | 9      | Slovensko |           |
| B      | Martin Lejsal   | 13     | Česko     |           |
| B      | Michal Václavík | 12     | Česko     |           |
| Pozice | Jméno           | Zápasy | Góly      | Národnost |
| Z      | Libor Baláž     | 24     | 2         | Česko     |
| U      | Aleš Besta      | 26     | 5         | Česko     |
| Z      | Jaroslav Černý  | 30     | 2         | Česko     |
| O      | Marián Had      | 12     | 0         | Slovensko |
| Z      | Lukáš Hlavatý   | 6      | 0         | Česko     |
| Z      | Mario Holek     | 24     | 3         | Česko     |
| Z      | David Horejš    | 22     | 1         | Česko     |
| O      | Zdeněk Houšť    | 2      | 0         | Česko     |
| O      | Filip Chlup     | 17     | 0         | Česko     |
| O      | Tomáš Ineman    | 1      | 0         | Slovensko |
| Z      | Petr Krátký     | 3      | 0         | Česko     |
| O      | Martin Kuncl    | 11     | 0         | Česko     |
| Z      | Jiří Leňko      | 1      | 0         | Česko     |
| O      | Ondřej Mazuch   | 1      | 0         | Česko     |
| Z      | Pavel Mezlík    | 27     | 3         | Česko     |
| O      | Radek Mezlík    | 5      | 0         | Česko     |
| O      | Petr Musil      | 2      | 0         | Česko     |
| Z      | Zdeněk Partyš   | 14     | 0         | Česko     |
| O      | Petr Pavlík     | 14     | 1         | Česko     |
| O      | Aleš Schuster   | 22     | 0         | Česko     |
| Z      | Patrik Siegl    | 28     | 2         | Česko     |
| U      | Pavel Simr      | 18     | 3         | Česko     |
| Z      | Roman Smutný    | 2      | 0         | Česko     |
| Z      | Marek Střeštík  | 2      | 0         | Česko     |
| U      | Petr Švancara   | 22     | 6         | Česko     |
| O      | Jan Trousil     | 29     | 1         | Česko     |
| Z      | Karel Večeřa    | 16     | 0         | Česko     |
| U      | Pavel Vrána     | 6      | 1         | Česko     |
| U      | Luděk Zelenka   | 28     | 6         | Česko     |
| Z      | Martin Živný    | 4      | 0         | Česko     |

- hráči A-týmu bez jediného startu: Vlastimil Hrubý, Jindřich Skácel, Tomáš Ineman, Zdeněk Látal, Jiří Leňko, Pavel Šustr
- trenéři: Jiří Kotrba, Josef Mazura
- asistenti: Miroslav Soukup, Rostislav Horáček

## Zápasy

### 1. Liga
- 1. a 16. kolo – FC Marila Příbram – 1. FC Brno 2:1
- 2. a 17. kolo – 1. FC Brno – FC Slovan Liberec 0:1, 0:0
- 3. a 18. kolo – 1. FC Brno – FC Vysočina Jihlava 1:2, 0:0
- 4. a 19. kolo – AC Sparta Praha – 1. FC Brno 1:1, 1:1
- 5. a 20. kolo – 1. FC Brno – FC Baník Ostrava 1:1, 1:1
- 6. a 21. kolo – FK Chmel Blšany – 1. FC Brno 2:2, 0:1
- 7. a 22. kolo – 1. FC Brno – FK Teplice 1:2, 1:1
- 8. a 23. kolo – 1. FC Slovácko – 1. FC Brno 1:1, 0:0
- 9. a 24. kolo – 1. FC Brno – FK Jablonec 97 1:1, 2:0
- 10. a 25. kolo – SK Sigma Olomouc – 1. FC Brno 3:2, 1:1
- 11. a 26. kolo – 1. FC Brno – SK Slavia Praha 1:0, 1:3
- 12. a 27. kolo – FC Tescoma Zlín – 1. FC Brno 2:0, 1:1
- 13. a 28. kolo – 1. FC Brno – FC Viktoria Plzeň 3:1, 1:2
- 14. a 29. kolo – FK Mladá Boleslav – 1. FC Brno 2:1, 2:4
- 15. a 30. kolo – 1. FC Brno – FK SIAD Most 1:0, 3:3

### Národní pohár
- 2. kolo – FK Dobet Ostrožská Nová Ves – 1. FC Brno 0:8
- 3. kolo – FC Dosta Bystrc-Kníničky – 1. FC Brno 0:1
- Osmifinále – MFK Ústí nad Labem – 1. FC Brno 0:1
- Čtvrtfinále – 1. FC Slovácko – 1. FC Brno 0:0, 1:4p
- Semifinále – AC Sparta Praha – 1. FC Brno 2:0

## Klubová nej sezony
- Nejlepší střelec – Luděk Zelenka a Petr Švancara, 6 branek
- Nejvíce startů – Jaroslav Černý, 30 zápasů
- Nejvyšší výhra – 8:0 nad Ostrožskou Novou Vsí
- Nejvyšší prohra – 1:3 se Slavií Praha
- Nejvyšší domácí návštěva – 4 525 na utkání s Ostravou
- Nejnižší domácí návštěva – 1 520 na utkání s Libercem